# Mirror Mirror (Diana-Ross-Lied)
Mirror Mirror ist ein Lied von Diana Ross aus dem Jahr 1981, das von Michael Sembello und Dennis Matkosky geschrieben wurde. Es erschien auf dem Album Why Do Fools Fall in Love.

## Geschichte
Im Song verarbeitet der Protagonist eine Trennung und fragt sich bewusst vor einem Spiegel, warum die Trennung geschah. Der Text basiert auf dem Märchen Schneewittchen.
Nach ihrem Austritt von Motown Records ist dies Ross’ zweiter Top-Ten-Hit in den Vereinigten Staaten. Die Veröffentlichung als Single fand am 11. Dezember 1981 statt.

## Musikvideo
Im Musikvideo trägt Diana Ross den Song schwarzgekleidet vor.

## Chartplatzierungen
| ChartsChartplatzierungen       | Höchstplatzierung | Wochen |
| ------------------------------ | ----------------- | ------ |
| Vereinigte Staaten (Billboard) | 8 (14 Wo.)        | 14     |
| Vereinigtes Königreich (OCC)   | 36 (5 Wo.)        | 5      |

| ChartsJahrescharts (1982)      | Platzierung |
| ------------------------------ | ----------- |
| Vereinigte Staaten (Billboard) | 86          |

## Coverversionen
- 1990: Michael Sembello
- 2003: Chaka Khan